# Arnold Huttmann
Arnold Huttmann (n. 4 ianuarie 1912, Brașov, Austro-Ungaria – d. 27 august 1997, Palling, Bavaria, Germania) a fost un medic brașovean de origine eveiască, istoric al medicinii. În anul 1941 a fost arestat de autoritățile fasciste din România împreună cu alți medici evrei și dus în lagărul de la Vădeni. Huttmann a supraviețuit deportării, iar în anul 1949 a devenit medic șef de secție la Brașov, unul din cei mai renumiți medici cardiologi din România.
În 1973, după mai multe încercări eșuate, a emigrat în Germania și s-a stabilit la Aachen.

## Scrieri (selecție)
- Die Medizin in Siebenbürgen vor der Einwanderung der Siebenbürger Sachsen, Köln, Weimar 1994;
- Medizin im alten Siebenbürgen, în: Robert Offner (editor), Beiträge zur Geschichte der Medizin in Siebenbürgen, Hermannstadt (Sibiu), 2000;
- Kronstadts medizinisch-pharmazeutische Bibliographie der Jahre 1530–1930, München 2000.